# Antoine Carr
Pour les articles homonymes, voir Carr.
Antoine Carr, né le 23 juillet 1961, à Oklahoma City, en Oklahoma, est un ancien joueur américain de basket-ball. Il évolue durant sa carrière aux postes d'ailier fort et de pivot.

## Palmarès
- Finaliste du championnat du monde 1982
- Joueur de l'année de la conférence Missouri Valley
- Champion de la conférence ouest NBA avec l'Utah Jazz en 1997